# 水貝
水貝（みずがい）は、アワビの料理法のひとつ。刺身の一種。
生のアワビを水洗いしてから、ワタを取り外し、身を大き目の角切りにして、冷水または海水程度の塩水に浮かべる。そこに氷と彩り用のキュウリやウドの薄切りを浮かべる。彩りには、スイカやサクランボといったフルーツが用いられる事もある。そのまま、もしくは醤油や三杯酢、酢味噌をつけて食べる。
磯の香りとコリコリした歯ざわりが特徴である。そのため、日本産の3種の大型のアワビ（クロアワビ，メガイアワビ，マダカアワビ）のうち、最も歯ごたえの強いクロアワビ及びクロアワビの亜種のエゾアワビがこの調理に適する。
俳句では夏の季語。